# New Cyclopaedia

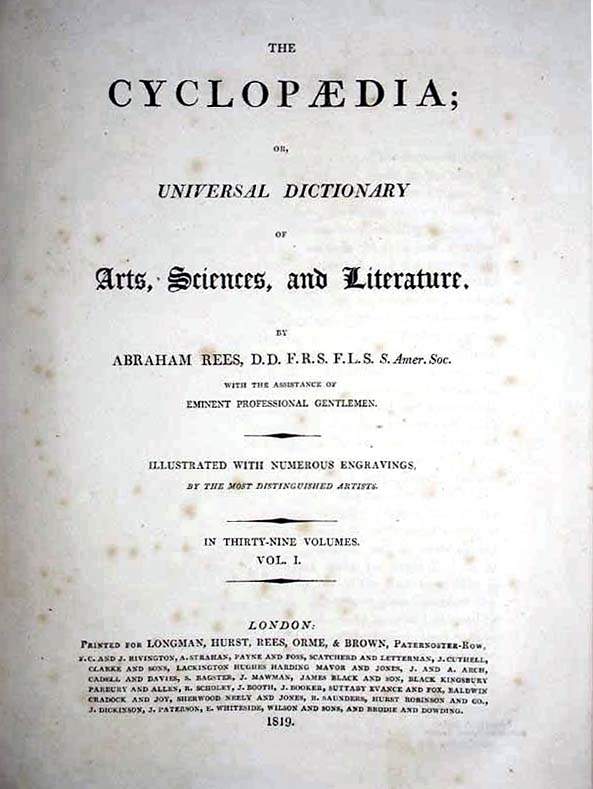
Strona tytułowa wydania z 1819 r.

The New Cyclopaedia, or Universal Dictionary of Arts, Sciences and Literature (pot. Rees's Cyclopaedia) – encyklopedia powszechna w języku angielskim, wydana w latach 1802–1820 w Londynie z inicjatywy i pod redakcją Abrahama Reesa. Była znacznie powiększonym i całkowicie zmodernizowanym kolejnym wydaniem Cyclopaedii Ephraima Chambersa.
Rees w końcu XVIII wieku inicjował kolejne wydania Cyclopaedii, z licznymi uzupełnieniami (1778, 2 t.; 1779-1786, 4 t.; 1788-1791, 4 t.). Jego encyklopedyczne prace przyniosły mu uznanie i członkostwo towarzystw naukowych, m.in. Royal Society i Linnean Society. Powodzenie nowych edycji dzieła Chambersa skłoniło go do podjęcia wydawnictwa wielkiej encyklopedii, bazującej na Cyclopaedii, ale unowocześnionej i poszerzonej. Nowe dzieło zawierało, w odróżnieniu od encyklopedii Chambersa, artykuły biograficzne. Zaliczane jest do najważniejszych encyklopedii w języku angielskim wydanych w XIX wieku.
Rees był wydawcą, redaktorem i autorem większości haseł w kilkudziesięciotomowej pracy. Wśród innych autorów byli m.in.: Charles Burney (autor haseł z zakresu muzyki) i James Edward Smith – przyrodnik, założyciel Linnean Society.
The New Cyclopaedia, podobnie jak wiele dużych dzieł w tamtej epoce, wychodziła w zeszytach. Pierwszy zeszyt wyszedł 2 stycznia 1802 roku, ostatni – w sierpniu 1820 r. Całość objęła łącznie 39 tomów tekstu, 5 tomów ilustracji (1107 tablic) i tom atlasu z 61 mapami.
The New Cyclopaedia doczekała się także pirackich przedruków w Stanach Zjednoczonych.